# مرادلی (دینار)
مرادلی (به ترکی استانبولی: Muratlı) یک منطقهٔ مسکونی در ترکیه است که در دینار (شهر) واقع شده‌است.